# War Is the H-Word
War Is the H-Word (с англ. — «Война — это ад») — семнадцатый эпизод второго сезона мультсериала «Футурама». Североамериканская премьера эпизода состоялась 26 ноября 2000 года.

## Сюжет
Фрай и Бендер решают пойти служить в Армию, чтобы получить 5 % скидку для военных и купить жевательную резинку с освежающим вкусом ветчины, а после совершения покупки немедленно демобилизоваться. Но сразу после того, как Фрай и Бендер зачислены в армию, внезапно объявляют войну, и им приходится отправиться на военную операцию под командованием Зеппа Браннигана на космическом корабле «Нимбус». Лила, обеспокоенная судьбой Фрая и Бендера, пытается полететь на войну вместе с ними, но Бранниган отказывает ей, потому что «в Армии служат лишь мужчины».
Голова Ричарда Никсона сообщает всем новобранцам, что главной военной целью миссии является планета Сферон 1. Во время полёта солдат обучают искусству войны. Обучение Фраю даётся нелегко, а в команде новобранцев появляется фаворит по имени Ли Лемон, который смог побить рекорд Зеппа Браннигана в беге с препятствиями на «2 секунды 16 минут и 12 часов». Зепп обращает внимание на этого новобранца.
Бранниган: Рядовой Ли Лемон. Самый лучший солдат, которого мне удалось встретить за годы службы. Этот человек вдохнул в меня надежду... И какие-то другие чувства, которые меня пугают и сильно смущают.
Тем временем «Нимбус» прибывает на планету и выбрасывает десант. Солдаты атакованы противником — мозговыми мячами. Завязывается бой. В ответственный момент Фрай, струсив, прячется, а Бендер спасает всех, накрыв бомбу своим телом.
После окончания боя Бендера привозят в госпиталь на военной базе. Зепп наказывает Фрая за трусость — назначает его помощником Кифа, и Киф страшно третирует своего подчинённого. Подвиг Бендера высоко оценен, но у Никсона есть свои планы: он хочет, чтобы Бендера подправили так же, «как подправили выборы в 1960 году», а затем отправляет робота на новое задание — миссию мира: вместе с Головой Генри Киссинджера он должен будет провести переговоры с мозговыми мячами.
В общей душевой Фрай слышит разговор, из которого узнает, что Никсон и Зепп установили бомбу в тело Бендера, и что её детонатор сработает, когда робот произнесёт своё любимое слово «задница». Зепп отдает приказ войскам покинуть планету, но Фрай не может бросить друга. Ему на помощь приходит Ли Лемон, который оказывается замаскированной Лилой. Захватив вертолёт, они вместе отправляются спасать Бендера.
Лила и Фрай, достигнув места переговоров Бендера и Мозговых мячей, предупреждают робота, что он взорвётся, если произнесёт слово «задница». Бендер под угрозой взрыва заставляет Мозговые шары покинуть родную планету.
Позже в офисе Межпланетного экспресса профессору не удаётся извлечь бомбу из тела робота, поэтому он заменяет ключевое слово на некое самое неиспользуемое Бендером. После операции Бендер пытается вслух угадать это слово, но окружающие спокойны: это неизвестное нам слово, очевидно, действительно Бендером никогда не используется (возможно, это слово «антикварный», после которого раздаётся звук взрыва).